# Akaboshi Intetsu
Akaboshi Intetsu est un nom japonais traditionnel ; le nom de famille (ou le nom d'école), Akaboshi, précède donc le prénom (ou le nom d'artiste).
Akaboshi Intetsu (赤星 因徹, 1810 - 19 octobre 1835) est un joueur de go professionnel japonais 7e dan.

## Biographie
Né en 1810, Akaboshi devint le plus brillant disciple de Inoue Genan Inseki, chef de la maison Inoue. En 1834, il avait atteint le grade de 7e dan.
Genan désirait la position prestigieuse de Meijin go-dokoro, mais échoua à la suite de manœuvres politiques de Hon'inbō Jōwa, qui parvint à obtenir le titre et le poste avec l'aide de Hayashi Gembi, son allié au sein du gouvernement. Genan provoqua alors une rencontre entre Akaboshi et Jōwa, espérant qu'une défaite de ce dernier l'humilierait assez pour qu'il prenne sa retraite.
Cette partie, célèbre sous le nom de « partie qui fit cracher le sang (en) », fut jouée du 13 au 21 août 1835, Akaboshi ayant les Noirs. Il réussit à prendre l'avantage dans l'ouverture grâce à l'un des josekis secrets de la maison Inoue, mais Jōwa rétablit la situation par une suite de trois brillants tesujis amenant finalement Noir à abandonner après 246 coups. Akaboshi, déjà malade au début de la partie, s'effondra à ce moment sur le goban en crachant du sang, et mourut de tuberculose deux mois plus tard, le 19 octobre 1835.

## Publications
Akaboshi est l'auteur du Genran, une collection de tsumego publiée en 1833, contenant 69 problèmes, certains étant des améliorations de problèmes dus à Hon'inbō Dōsaku.